# Odreno
Odreno (macedónul: Одрено) település Észak-Macedóniában, a Északkeleti körzetben, Rankovce községben.

## Népesség
| Lakosok száma | 349  | 391  | 388  | 283  | 171  | 156  | 140  | 131  | 87   |
|               | 1948 | 1953 | 1961 | 1971 | 1981 | 1991 | 1994 | 2002 | 2021 |

- 2002-ben 131 lakosa volt, akik közül 130 macedón és 1 egyéb.